# Medicină translațională
Medicina translațională (adesea menționată ca știința translațională, care este o formă) este definită de Societatea Europeana de Medicină Translațională (EUSTM) ca "o ramură interdisciplinară a domeniului biomedical care se sprijină pe trei piloni principali: benchside (banca de date), bedside (tratarea bolnavului) și comunitatea (medicală mondială)". 
Scopul medicinei translaționale (TM) este de a combina discipline, resurse, cunoștințe și tehnici în cadrul acestor trei piloni pentru a promova îmbunătățiri în prevenție, diagnostic și terapie. În consecință, medicina translațională este un domeniu eminamente interdisciplinar, scopul principal fiind acela de a profita de progresele din diferite domenii conexe sau din practica medicală din întreaga lume,  în scopul îmbunătățirii globale a sistemului de sănătate în măsură semnificativă.

## Organizațiile internaționale de TM

### Societatea europeană pentru Medicină Translațională (EUSTM)
Societatea Europeana de Medicina de Translatie (EUSTM) este o organizație globală non-profit și neutră de asistență medicală  al cărei obiectiv principal este de a consolida la nivel mondial îngrijirea sănătății prin utilizarea abordărilor, resurselor și expertizei medicinei translaționale. Societatea facilitează cooperarea și interacțiunea între clinicieni, cercetători, mediile academice, industrie, guverne, agenții de reglementare, investitori și factori de decizie politică, în scopul de a dezvolta și de a crea programe și inițiative de medicină translațională de înaltă calitate, cu scopul general de a îmbunătăți asistența medicală a populației la nivel mondial. Societatea își propune să sporească cercetarea și dezvoltarea de noi și la prețuri accesibile instrumente de diagnosticare și tratare a tulburărilor clinice care afectează populația la nivel mondial.

### Academia Profesioniștilor în Medicina Translațională (ATMP)
Academia Profesioniștilor în Medicina Translațională (ATMP), academie de înaltă calitate, standarde și etică se ocupă de programe educaționale pentru a se asigura că toți profesioniștii clinicieni și oameni de știință pot atinge nivelul de  excelență în domeniile lor. Programele sunt acreditate de catre Societatea Europeana de Medicină Translațională (EUSTM).

## A se vedea, de asemenea,
- Jurnalul American de Cercetare Translațională (publicație)
- Clinice și Știința Translațională (publicație)
- Science Translational Medicine (publicație)